# Bonnie Henna
Pour les articles homonymes, voir Henna.
Bonnie Mbuli, connue sous le nom de scène Bonnie Henna, née à Soweto, un township situé dans la banlieue de Johannesbourg, en Afrique du Sud, est une actrice sud-africaine.

## Biographie
Bonnie Henna fréquente l'école de Belgravia Convent puis la Greenside High School à Johannesbourg. Elle est découverte à l'âge de treize ans à un arrêt de bus sur le chemin de l'école par un agent qui lui obtient un rôle dans la série télévisée Gaz'lam.

## Filmographie
- 2003–2004 : Gaz'lam : Portia (13 épisodes)
- 2004 : Drum : Dara Macala
- 2006 : Au nom de la liberté : Precious Chamusso
- 2009 : Invictus : Zindzi